# Сема, Александр Андреевич
Алекса́ндр Андре́евич Се́ма (13 апреля 1952, Ленинград, РСФСР, СССР) — советский гребец, олимпийский чемпион. Заслуженный мастер спорта СССР (1976). Отец Антона Семы.

## Карьера
Первым тренером Александра Сема был Заслуженный тренер РСФСР Валентин Моисеевич Кабищер. По словам спортсмена, его тренер многое сделал для его становления как спортсмена и проявлял неизменно чуткое и доброжелательное отношение к своим подопечным. Занимался в гребном клубе «Буревестник» в Ленинграде.
Вторым тренером, у которой занимался Александр Сема, была Евгения Константиновна Трубач, о которой он отзывался, как о хранительнице традиций гребного клуба «Буревестник».
Также тренировался под руководством Владимира Васильевича Малика. Именно на это время приходятся основные его спортивные успехи. Одержал победу в четвёрке с рулевым на первенстве ВЦСПС и на Кубке СССР.
На Олимпиаде в Монреале Александр в составе распашной четвёрки с рулевым завоевал золотую медаль, участвуя в квалификационных заездах.